# Okřešické louky
Okřešické louky jsou přírodní památka ve východní části území města Česká Lípa, asi jeden kilometr od městské části Okřešice, v katastrálním území Žizníkov.  Jedná se o louky s hojným výskytem chráněných druhů rostlin a živočichů.

## Popis
Louky jsou poblíž železniční trati Bakov nad Jizerou – Jedlová, tři kilometry jihovýchodně od hustěji zabydlených obytných částí České Lípy. Přírodní památka leží v nadmořské výšce 258–267 metrů a měří 2,47 hektarů. Území má protáhlý tvar s největší délkou asi 600 metrů a šířkou 40–50 metrů. Na severu jsou louky ohraničené pastvinou, z ostatních stran smíšeným lesem, v němž jsou zastoupeny břízy, olše, osiky, borovice lesní i duby letní. Ochranné pásmo měří sedm hektarů. Býval zde poblíž Okřešický rybník. K zamokření luk došlo zřejmě postavením náspu železniční trati.

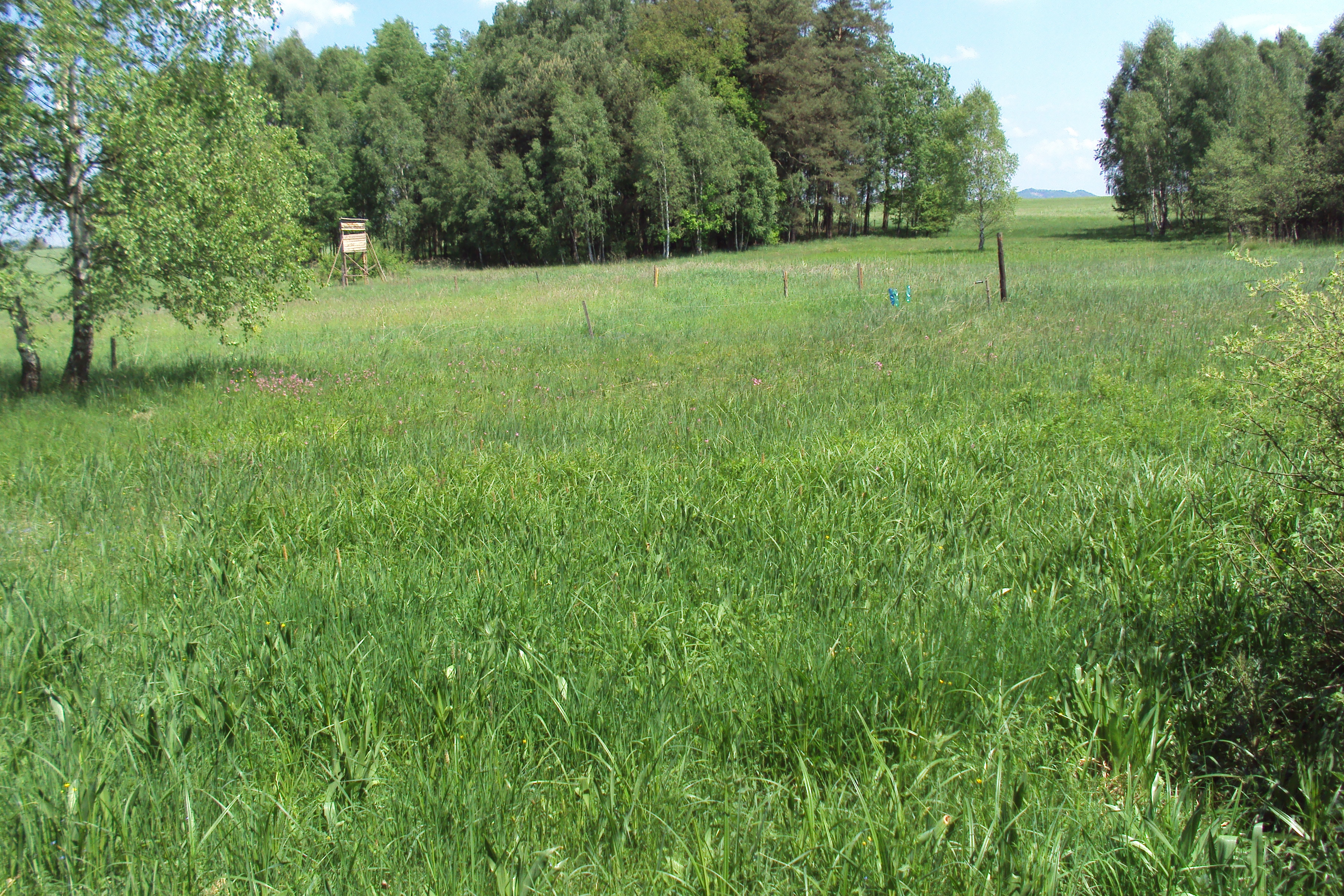
Okřešické louky směrem k pastvinám

Na podmáčených loukách rostou ve velkém množství luční orchideje například prstnatec májový (Dactylorhiza majalis), prstnatec plamatý (Dactylorhiza maculata), vemeník dvoulistý (Platanthera bifolia), pětiprstka žežulník (Gymnadenia conopsea), kosatec sibiřský (Iris sibirica) a další vzácné druhy. Aby se zamezilo zarůstání náletovými dřevinami, je prováděno pravidelné sekání. Kvůli potřebné ochraně chráněných druhů hmyzu je sekáno šachovnicově, v pruzích.

## Vyhlášení památky
Chráněné území vyhlásil Krajský úřad Libereckého kraje ke dni 30. dubna 2008. Území je z zařazeno do Ralského bioregionu, do faunistického kvadrátu 5353. Z geomorfologického hlediska je lokalita do okrsku Českolipská kotlina, která je částí Zákupské pahorkatiny. Louky patří do povodí Ploučnice, jsou odvodňovány kanálem do regulovaného Žizníkovského rybníka.

## Fauna a flora

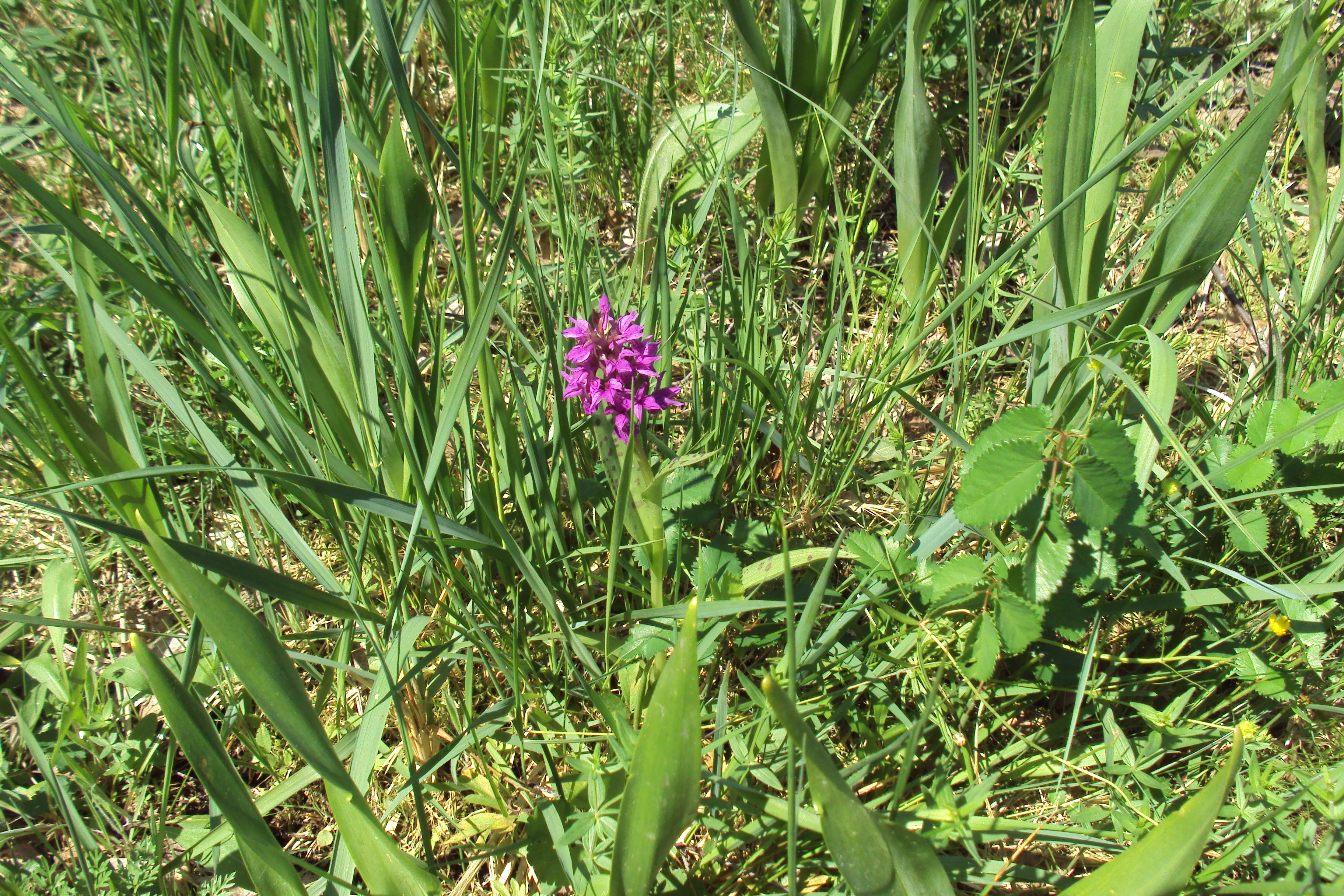
Květinka na Okřešické louce

Během roku 2007 provedl pracovník českolipského muzea RNDr Miroslav Honců rozsáhlý průzkum bezobratlých živočichů. Nalezl zde postupně 159 druhů, z toho čtrnáct je řazeno do kategorie zvláště chráněných např. vážka klínatka rohatá (Ophiogomphus cecilia) či dva druhy motýlů.
Detailní botanický průzkum byl proveden v letech 2006 až 2008. Bylo dokladováno 223 taxonů vyšších rostlin, z nichž 39 patří mezi druhy ohrožené, některé kriticky: česnek hranatý (Allium angulosum), ostřice Davallova (Carex davalliana).

## Přístup
K chráněné louce nevede žádná udržovaná cesta. Od blízkého náspu železniční tratě ji dělí lesík přecházející v mokřinu. Po jižní straně trati je vedena turisticky neznačená cesta od pískovny v Srní do Okřešic.